# Il mondo porno di due sorelle
Il mondo porno di due sorelle è un film del 1978, diretto da Franco Rossetti, con lo pseudonimo Fred Gardner.
In Italia è stato distribuito in home video anche con i titoli Le due sorelle e Il mondo di due sorelle. All'estero è invece conosciuto con il titolo Emanuelle and Joanna.

## Trama
Nate da una donna perennemente divisa tra un marito gentile e un amante irruente, le gemelle Giovanna ed Emanuela sembrano interpretare come carattere e come fisico i due opposti aspetti. Giovanna, borghesemente sposata a un "palazzinaro" romano, è bionda, educata e pudibonda. La bruna Emanuela, invece, ha scelto di vivere alla ricerca continua del piacere e della libertà come meglio le suggerisce la sua natura; e mette insieme un postribolo per sadomasochisti. Avendo deciso di stare "dalla parte oscura", si sente sola e cerca di trascinarvi anche la gemella. A tal uopo si avvale di un giovane che straordinariamente assomiglia ad un compagno di scuola, a suo tempo amato da entrambe. Lo scopo della perversa è di dimostrare alla sorella la morbosità del loro legame, il loro essere reciprocamente doppie e complementari tanto nella tenerezza quanto nel vizio.